# Camaron rebosado
Camaron rebosado, anche chiamato in tagalog rebosadong hipon, è un piatto della cucina Filippina costituito da gamberetti in pastella fritti. Di solito è servito con una salsa agrodolce. Sebbene sia un primo piatto, vengono spesso serviti anche come secondo piatto o antipasto.

## Etimologia
Il termine camaron rebosado deriva dalle parole spagnole camarón ("gambero") e rebosar (che in spagnolo significa "traboccare", ma in lingua tagalog ha assunto anche il significato di "pastellato"). Nonostante il nome sia spagnolo, il piatto è tipico della cucina sinofilippina; venne introdotto dai migranti cinesi nelle Filippine.

## Preparazione

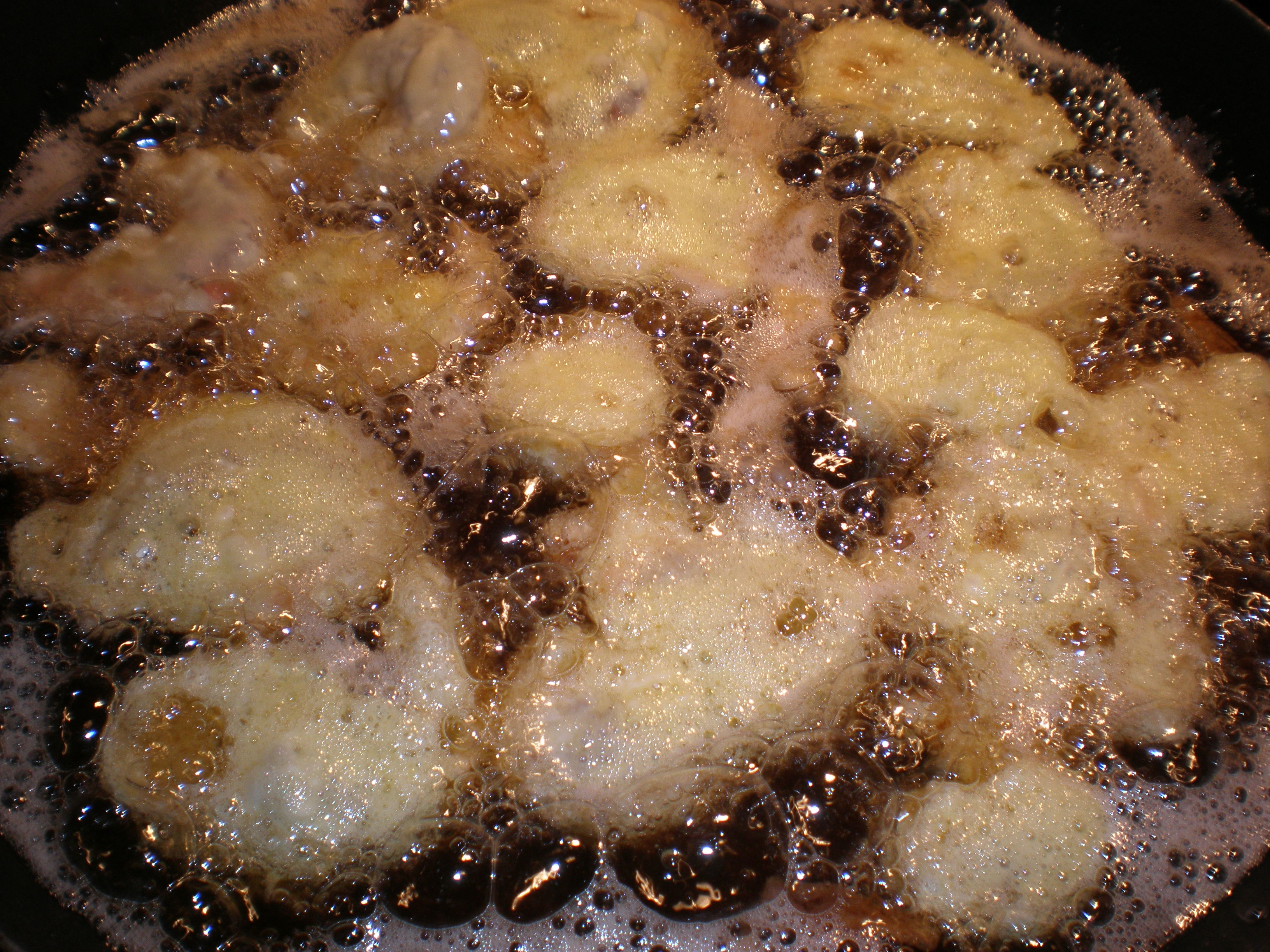
I gamberetti durante la frittura

Il camaron rebosado viene preparato rimuovendo le teste, e talvolta anche le code, del gamberetto. Viene quindi affettato longitudinalmente lungo il dorso, viene rimossa la vena e viene imburrato. I gamberi vengono poi marinati per alcuni minuti in una miscela di succo di calamansi, sale, pepe nero, aglio e altre spezie a piacere. La pastella viene preparata mescolando la farina con uova, pepe nero, amido di mais o lievito per dolci e acqua. I gamberi vengono ricoperti in modo uniforme e poi fritti in olio bollente. È anche comune ricoprire i gamberetti nel pangrattato prima di friggerli.
Il camaron rebosado è tradizionalmente servito con salsa agrodolce (chiamata localmente agre dulce). La salsa può essere versata sopra i gamberi cotti o servita come salsa di accompagnamento. Può anche essere servito con salsa di soia e succo di calamansi (una combinazione che viene chiamata toyomansi), maionese all'aglio o ketchup di pomodoro e banana.
Il camaron rebosado è simile alla tempura giapponese, sebbene la tempura utilizzi una pastella più leggera che viene raffreddata prima di friggere.

## Varianti
Camaron rebosado con jamon (a volte scritto camaron rebosado con hamon) è una variante del piatto che prevede che i gamberetti vengano avvolti nel prosciutto prima di essere coperti con la pastella. È un piatto tradizionale nel quartiere Binondo di Manila, generalmente considerata la Chinatown della città.